# Maesa longilanceolata
Maesa longilanceolata är en viveväxtart som beskrevs av Chieh Chen. Maesa longilanceolata ingår i släktet Maesa och familjen viveväxter. Inga underarter finns listade i Catalogue of Life.